# Masahisa Fujita
Masahisa Fujita (藤田 昌久); 21 de julho de 1943) é um geógrafo, economista do Japão e professor da Universidade de Quioto. Seus ramos de estudo são a geografia regional, geografia econômica e o comércio internacional.

## Carreira acadêmica
Masahisa Fujita obteve sua formação em licenciatura em planejamento urbano pela Universidade de Quioto pelo departamento de engenharia civil em 1966. Estudou ciência regional pela Universidade da Pensilvânia em Walter Isard e obteve seu doutoramento em ciência regional pela Universidade da Pensilvânia em 1972. Lecionou na Universidade da Pensilvânia por cerca de vinte anos e atualmente faz parte do corpo docente do Instituto de Pesquisas Econômicas (KIER) da Universidade de Quioto desde 1995, onde atuou como diretor em 1999. Foi ainda presidente do Institute of Developing Economies durante os anos de 2003 a 2007, e propôs um conceito básico do Economic Research Institute for ASEAN and East Asia para JETRO e METI. Em 2007 ele se tornou presidente do Research Institute of Economy, Trade and Industry. Fujita é conhecido como um dos pioneiros da Nova Geografia Económica e pela investigação espacial da economia.

## Prêmios
- Tord Palander Prize, em 1983
- Walter Isard Award, em 1998 pelos seus estudos em ciência regional
- First Alonso Prize, prêmio adjudicado com Paul Krugman

## Autoria ou coautoria (em inglês)
- Economics of Agglomeration - Cities, industrial Location, and Regional Growth(com Jacques-Francois Thisse)(2002, Cambridge University Press)(ISBN 0-521-80524-4)
- The Spatial Economy - Cities, Regions and International Trade (com Paul Krugman e Anthony Venables)(Julho de 1999, MIT press)(ISBN 0-262-06204-6)
- Urban Economic Theory - Land use and city size(Agosto de 1989, Cambridge University Press)(ISBN 0-521-34662-2)
- Spatial Development Planning(1978, North-Holland Pub. Co)(ISBN 0-444-85157-7)

## Autoria ou coautoria (em japonês)
- Urban Economic Theory , 都市空間の経済学,  小出博之訳, (東洋経済新報社, 1991年）
- "The Spatial Economy : Cities, Regions, and International Trade" (ポール・クルーグマン、アンソニー・ヴェナブルズと共著), (空間経済学 都市・地域・国際貿易の新しい分析), 小出博之訳, (東洋経済新報社, 2000年)